# Osiedle Sienkiewicza (Lublin)
Osiedle im. Henryka Sienkiewicza w Lublinie jest jednym z osiedli Lubelskiej Spółdzielni Mieszkaniowej. Zaprojektował je arch. Janusz Link. Składa się z piętnastu budynków mieszkalnych, oraz półkoliście poprowadzonych ulic wykorzystujących konfigurację terenu, co pozwoliło uniknąć wielkopłytowej formy osiedla blokowiska. Ulice osiedlowe noszą imiona sienkiewiczowskich bohaterów (Pana Wołodyjowskiego, Skrzetuskiego i Juranda). W pobliżu znajduje się park "Rury" z ogródkami działkowymi. Przy ulicy Pana Wołodyjowskiego znajduje się Szkoła Podstawowa nr 38. Osiedle także ma przychodnię zdrowia, aptekę, sieć sklepów, pocztę, place zabaw dla dzieci. Osiedle liczy ok. 3.900 mieszkańców.